# Phyllanthus oligospermus
Phyllanthus oligospermus är en emblikaväxtart som beskrevs av Bunzo Hayata. Phyllanthus oligospermus ingår i släktet Phyllanthus och familjen emblikaväxter.

## Underarter
Arten delas in i följande underarter:
- P. o. donanensis
- P. o. oligospermus